# Faust e Margherita (Il bacio)
Faust e Margherita (Il bacio) è una scultura marmorea realizzata nel 1861 dal milanese Antonio Tantardini (1829-1879). È conservata presso la Galleria d'Arte Moderna di Milano.

## Storia e descrizione
L'opera, proveniente dai depositi municipali e conservata presso la Galleria d'Arte Moderna, è probabilmente una seconda versione del soggetto già rappresentato dal Tantardini su commissione dell'avvocato e Deputato del Regno Giovanni Antona Traversi (1824-1900) per adornare la sua villa di Desio e già esposta a Brera nel 1864. La presentazione al pubblico di quell'esemplare riscontrò un grande successo, sottolineato da una poesia appositamente composta dal poeta Giovanni Camerana e da un lungo articolo del compositore Arrigo Boito (poi autore nel 1868 dell'opera Mefistofele proprio ispirata al Faust del Goethe) che vi leggeva un complesso dialogo fra Scienza e Coscienza.
A quella prima versione seguì quelle esposta al GAM, di dimensioni più ridotte e ripulita dai colti riferimenti goethiani, e ribattezzata Il bacio. L'opera, nella sua nuova veste più semplice e più terrena, si affrancava anche dai significati più filosofici che vi aveva visto Boito, avvicinandosi nettamente al suo naturale riferimento e fonte di ispirazione che era costituito dall’omonimo e celeberrimo dipinto di Hayez, Il bacio, che era stato trionfalmente esposto a Brera nel 1859 e di cui il marmo di Tantardini costituiva una straordinaria traduzione plastica.
Il gruppo mostra un uomo seduto uno sgabello e abbracciato a una giovane donna (Margherita) che gli sta accanto in piedi nell'atto di scambiarsi un bacio; i due sono riccamente abbigliati: l'uomo indossa una calzamaglia e una casacca, la donna un lungo abito con corpetto e indossa un borsellino decorato a tracolla.